# Elaphidion tomentosum
Elaphidion tomentosum là một loài bọ cánh cứng trong họ Cerambycidae.